# Brunfelsia shaferi
Brunfelsia shaferi är en potatisväxtart som beskrevs av Nathaniel Lord Britton och P. Wils. Brunfelsia shaferi ingår i släktet Brunfelsia och familjen potatisväxter. Inga underarter finns listade i Catalogue of Life.